# 松川村福祉バス
松川村福祉バス（まつかわむらふくしバス）は長野県北安曇郡松川村が運営する福祉バスである。種類は二つあり、ひとつは憩いの家松香荘とすずむし荘を巡回する福祉バスともう一つは車などを持たない高齢者に対する巡回サービスのために設定され、愛称は「りんりん号」となっている。運賃は無料で、運営は松川村社会福祉協議会がおこなっている。
かつては、松川村に松本電気鉄道鼠穴線（信濃松川駅前 - 鼠穴）が運行されていたが、廃止となり、代替として当バス路線が開設された。

## 運行経路
火 - 金曜日運行。曜日によって運行経路が異なる。
火曜日北回り
- ゆうあい館（松香荘）- 中山製菓舗南 - 三軒家つばくろ電機前 - 信濃松川駅西（セピア安曇野前） - 農協野菜集出荷場前 - 寺島建築事務所南 - 東部公民館前 - 一柳精工南 - 鏡公会堂前 - 北部会館前 - 川西一本松南 - 白澤忠大宅北東 - 北條茂氏宅前 - 田中商店北 - 役場東 - すずむし荘 - ゆうあい館（松香荘）

水曜日中回り
- ゆうあい館（松香館）- 旧ダイマル前 - 西沢商店前 - 斉藤酒店前 - 美容室愛前 - 潮北 - 旧谷口印刷所前 - 戸谷美容室北 - 緑町中防災公園前 - 信濃松川駅西（セピア安曇野前） - 役場東 - プレコ西 - コミュニティ板取南北 - すずむし荘 - ゆうあい館（松香荘）

木曜日全村回り
- ゆうあい館（松香館）- 南神戸会館前 - 南部会館前 - 三浦和美氏宅前 - 南海渡 - 棒葉奏章氏宅東 - 細野橋西 - 中村義光氏宅南 - 細野信号北旧道（細野駅入口） - ゆうあい館（松香荘） - 役場東 - 田中商店北 - 下新屋敷集会所前 - 北條茂氏宅前 - 白澤忠大氏宅北東前 - 川西一本松南 - 北部会館前 - 鏡公会堂前 - 一柳精工南 - 東部公民館前 - 寺島建築事務所南 - 農協野菜集出荷場前 - 信濃松川駅西（セピア安曇野前） - 緑町中防災公園前 - 戸谷美容室北 - 旧谷口印刷前 - 三軒家つばくろ電機前 - 中山製菓舗南 - 西沢商店前 - 旧ダイマル前 - ゆうあい館（松香荘）

金曜日南回り
- ゆうあい館（松香荘） - 旧神尾商店北 - 細野信号北旧道（細野駅入口） - 中村義光氏宅南 - 細野橋西 - 南神戸会館前 - 南部会館前 - 三浦和美氏宅前 - 南海渡 - 棒葉奏章氏宅東 - すずむし荘 - 役場東 - 信濃松川駅西（セピア安曇野前） - ゆうあい館前（松香荘）

## 乗り合い福祉バス
- 乗車できる日は火 - 金曜日のみ。
- 予約制なので下記の時間までに連絡する事。
  - 火曜日8：45、水曜日9：45、木曜日10：45、金曜日11：45
  - 池田町営バスのあづみ病院方面行きとの接続も行っている。

## 運休日
土曜・休日・月曜・12月29日 - 1月3日

## 乗車対象者
- 満65歳以上の高齢者
- 介護が必要とされる者
- 身体障害者手帳の交付を受けた者
- 第1種身体障害者
- 満12歳未満の第2種身体障害者の介護者
- なお、乗車の際は前もっての連絡が必要となっている。